# IC 2586
IC 2586 — галактика типу E4 () у сузір'ї Гідра.
Цей об'єкт міститься в оригінальній редакції індексного каталогу.